# Minionki rozrabiają

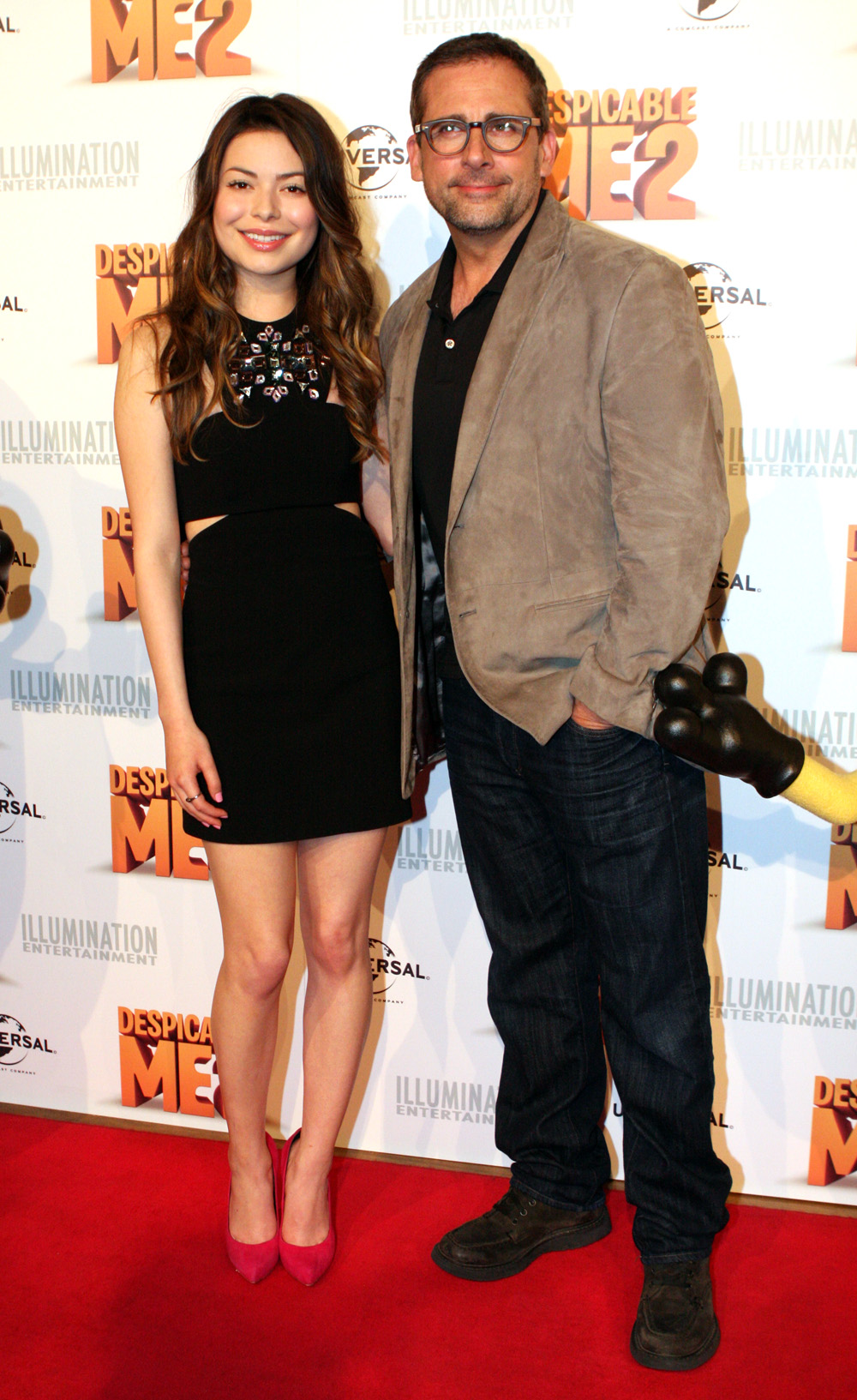
Miranda Cosgrove i Steve Carell podczas premiery filmu Minionki rozrabiają w Australii

Minionki rozrabiają (ang. Despicable Me 2) – amerykański film animowany z 2013 roku, drugi z serii Despicable Me, kontynuacja filmu Jak ukraść księżyc z 2010.
W 2017 roku swoją premierę miała kontynuacja filmu Minionki rozrabiają – Gru, Dru i Minionki.

## Fabuła
Czarny charakter Felonious Gru zmienił się dzięki adoptowanym córeczkom: Margo, Edith i Agnes. Podczas przyjęcia urodzinowego jednej z nich, Feloniousa porywa sprzed domu rudowłosa Lucy i zawozi do siedziby Ligi Antyzłoczyńców, a za swoim panem podążają dwa zaniepokojone Minionki. Gru dostaje zadanie: ma znaleźć osobę która ukradła serum.

## Obsada
- Steve Carell jako Gru
- Miranda Cosgrove jako Margo
- Dana Gaier jako Edith
- Elsie Fisher jako Agnes
- Kristen Wiig jako Lucy Wilde
- Benjamin Bratt jako Eduardo Perez / El Macho
- Russell Brand jako doktor Nikczemniuk
- Ken Jeong jako Floyd Eagle-san
- Steve Coogan jako Silas Baraniapupa
- Moisés Arias jako Antonio Perez
- Nasim Pedrad jako Jillian[3]
- Kristen Schaal jako Shannon[3]

### Wersja polska
- Marek Robaczewski – Gru
- Izabella Bukowska-Chądzyńska – Lucy
- Miłogost Reczek – Eduardo / El Macho
- Lena Ignatjew-Zielonka – Agnes
- Magdalena Wasylik – Margo
- Helena Englert – Edith
- Jacek Król – Silas
- Zbigniew Konopka – Dr Nikczemniuk
- Joanna Węgrzynowska – Jillian
- Anna Sroka-Hryń – Shannon
- Mieczysław Morański – Floyd
- Mateusz Narloch – Antonio